# 442
Cette page concerne l'année 442  du calendrier julien. Pour l'année 442 av. J.-C., voir 442 av. J.-C. Pour le nombre 442, voir 442 (nombre). Pour les articles homonymes, voir 442 (homonymie).
L'année 442 est une année commune qui commence un jeudi.

## Événements
- Été : victoire d’Attila et de Bleda sur le général Aspar, rappelé de Sicile, sur la Chersonèse (presqu’île de Gallipoli), première bataille rangée entre les Huns et les Romains. Théodose II demande la paix[1].
- 13 novembre : concile de Vaison-la-Romaine[2]. Armentarius, présent à Vaison, est le plus ancien évêque d'Antibes connu[3].

- Le roi des Vandales Genséric signe un second traité de paix avec Valentinien III, avec l'approbation de Théodose II. Il obtient les pleins droits pour diriger la province romaine d'Afrique proconsulaire, Byzacène, et l'est de la Numidie. La partie occidentale de la Numidie et les Maurétanie Sitifienne et Césarienne retournent à l'Empire[4].
- Au nord-est de l'Iran, le roi des Perses Yazdgard II commence ses campagnes contre la tribu hunnique des Kidarites[5].

- Le comique Zerkon, un nain mauritanien appartenant à la suite d’Aspar, est capturé par Bleda, qui apprécie son humour. Attila ne l’aime pas, et s’en débarrassera à la mort de Bleda en l’offrant à Aetius, qui le renvoie chez Aspar. Conseillé par Edika, Zerkon revient en 449 à la cour d’Attila avec la délégation romaine, pour essayer de récupérer (sans succès) la femme hunnique qu’il avait reçue de Bleda[1].
- Épidémie de peste inguinaire en Italie, Gaule et Espagne[6].